# Joan Bastardas

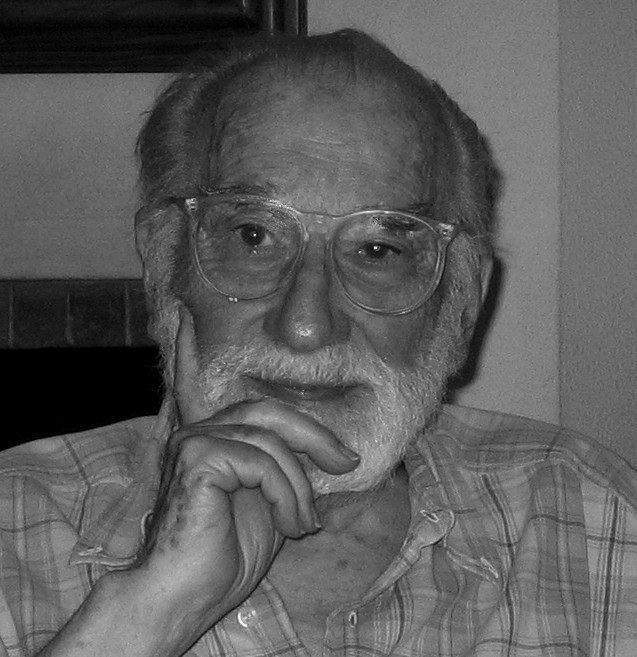
Joan Bastardas

Joan Bastardas  (* 4. Februar 1919 in Barcelona; † 31. Januar 2009 ebenda) war ein spanischer Altphilologe und Katalanist.

## Leben und Werk
Bastardas war von 1976 bis 1987 Professor für lateinische Philologie an der Universität Barcelona. Er gehörte ab 1972 dem Institut d’Estudis Catalans an (Vizepräsident von 1983 bis 1986) und war ab 1977 Mitglied der Acadèmia de Bones Lletres de Barcelona. Bastardas gab das GMLC heraus (Glossarium mediae latinitatis cataloniae. Mots llatins i romànics documentats en fonts catalanes de l'any 800 al 1100, 12 Faszikel, A-GYRUS, Barcelona 1960–2006).

## Schriften (Katalanistik)
- als Herausgeber: Usatges de Barcelona (= Fundació Noguera. Textos i documents. 6). El codi a mitjan segle XII. Establiment del text llatí i edició de la versió catalana del manuscrit del segle XIII de l’Arxiu de la corona d’Aragó de Barcelona. Noguera, Barcelona 1984, ISBN 84-398-3085-8.
- La llengua catalana mil anys enrera (= Biblioteca de cultura catalana. 79). Curial, Barcelona 1995, ISBN 84-7256-904-7.
- Diàlegs sobre la meravellosa història dels nostres mots (= Llibres a l’abast. 287). Edicions 62, Barcelona 1996, ISBN 84-297-4076-7.
- „Els camins del mar“ i altres estudis de llengua i literatura catalanes (= Biblioteca Serra d’or. 201). Montserrat, Barcelona 1998, ISBN 84-7826-937-1.
- Substantius usats en sentit figurat com a qualificadors de persona (= Treballs de la Societat Catalana de Llengua i Literatura. 2). Societat Catalana de Llengua i Literatura, Barcelona 2000, ISBN 84-7283-516-2.
- Llegir i entendre. Estudis dispersos (= Col·lecció Homenatges. 36). Publicacions i Edicions de la Universitat de Barcelona, Barcelona 2012, ISBN 978-84-475-3572-9.